# Santiago Yaitepec (kommun)
Santiago Yaitepec är en kommun i Mexiko.   Den ligger i delstaten Oaxaca, i den sydöstra delen av landet, 400 km sydost om huvudstaden Mexico City.
Följande samhällen finns i Santiago Yaitepec:
- Santiago Yaitepec